# Barriquand et Schmitt
Barriquand et Schmitt war ein französischer Hersteller von Automobilen.

## Unternehmensgeschichte
Das Unternehmen aus Neuilly-sur-Seine begann 1905 mit der Produktion von Automobilen. Der Markenname lautete Barriquand-Schmitt. Im gleichen Jahr endete die Produktion. Die Verbindung zum Motorenhersteller Barriquand & Marre ist unklar.

## Fahrzeuge
Im Angebot stand nur ein Modell. Für den Antrieb sorgte ein großer Vierzylindermotor mit 4000 cm³ Hubraum. Besonderheit war die OHV-Ventilsteuerung. Der Motor war vorne im Fahrzeug montiert und trieb über eine Kardanwelle die Hinterachse an.